# Shape
«Shape» — англоязычный журнал для женщин о фитнесе, выходит раз в месяц.

## О журнале
Журнал рассчитан на аудиторию взрослых женщин от 20 до 49 лет, которые хотят улучшить своё физическое и психическое здоровье. В журнале содержится много информации о фитнесе, диетах, правильном питании, психологии, моде и местах отдыха. С мая 2003 года журнал издаётся в формате Big-Pocket.
Официально журнал продаётся в более чем 20 странах мира, особую популярность он приобрёл в США, Венгрии и Польше.

## История
Журнал основан издательством известного тренера Джо Уайдера «Weider Publications» в 1981 году. В конце 1990-х годов «Weider Publications» было продано компании «American Media, Inc.».